# Cloricromeno
Cloricromen é um fármaco que age pela inibição da agregação de plaquetas.